# Sportcentrum Arcus
Sportcentrum Arcus is een sportcomplex in Wijchen. Het complex werd in januari 2011 geopend. Het was de thuishaven van professioneel basketbalclub Matrixx Magixx,en is nu in gebruik door amateurvereniging BV Wyba, handbalclub The Flyers en volleybalvereniging Trivos Volleybal. Daarnaast worden er nog andere sportevenementen in het complex georganiseerd.
Het complex is in Wijchen de opvolger van de Mr. van Thielhal.